# سفارة إيران في السويد
سفارة إيران في السويد هي أرفع تمثيل دبلوماسي لدولة إيران لدى السويد. تقع السفارة في ستوكهولم وهي تهدف لتعزيز المصالح الإيرانية في السويد.

## وصلات خارجية
- الموقع الرسمي
- قائمة سفارات إيران
- قائمة السفارات في السويد